# حسگر گشتاور
حسگر یا ترانسدیوسر گشتاور (به انگلیسی: Torque sensor)، وسیله ایست برای تبدیل، گشتاور استاتیکی و گشتاور دینامیکی وجود دارد. اندازه‌گیری گشتاور استاتیکی به‌طور نسبی ساده‌است اما اندازه‌گیری گشتاور دینامیکی به دلیل اینکه نیاز به انتقال اثراتی مثل الکتریسیته و مغناطیس از شفت تحت اندازه‌گیری، به یک سیستم استاتیک دارد به مراتب مشکل‌تر است.
معمولاً حسگرهایی که به عنوان حسگر گشتاور به کار می‌روند از نوع کرنش‌سنج هستند که روی شفت در حال چرخش سوار می‌شوند. به دلیل اینکه حسگر نیاز به تغذیه دارد و در ضمن سیگنال خروجی هم باید قرائت شود، اندازه‌گیری گشتاور دینامیکی کمی مشکلتر می‌شود. برای این کار معمولاً در سیستم‌های قدیمی تر از رینگ‌های لغزنندهٔ حلقوی استفاده می‌شد که در سیستم‌های نو از حسگرهای وایرلس استفاده می‌شود. بعلاوه با کمک روش‌های ارسال وایرلس اکنون حتی
مبدل سیگنال‌های آنالوگ به دیجیتال رکوردرهاراهم می‌توان روی شفت قرار داد و دقت اندازه‌گیری را به میزان زیادی افزایش داد.
سنجش گشتاور با تکنیک [پیزوالکتریک http://en.wikipedia.org/wiki/Pizoelectric] بر اساس SAW وBAW قرار دارد. یکی از کاربردهای حسگر گشتاور در موتور اتومبیل منجر به کاهش مصرف سوخت می‌شود. برای اینکه در مورد حسگرهای بر اساس اثر SAW بیشتر بدانید، نخست باید کمی در مورد تئوری امواج Rayleigh یا تئوری Acoustic Wave Surface مطالعه کنید. فرض کنید دو عدد شانه سر را طوری در هم فروکنید که دندانه‌های آن‌ها هیچ تماسی با هم نداشته باشند. در این حالت شما ساختاری را درست کرده‌اید که به آن اصطلاحاً مبدل اینتردیجیتال یا IDT می‌گویند. اکنون اگر این ساختار را با ماده‌ای مناسب روی یک زیر لایه از جنس پیزوالکتریک (مثلاً کوارتز) پیاده کنید و به دو سر آن یک ولتاژ AC با فرکانسی مشخص اعمال کنید در سطح ماده زیر لایه موجی سطحی منتشر خواهد شد که به آن SAW می‌گویند. اگر در طرف دیگر زیر لایه یک ساختار IDT دیگر داشته باشیم پس از تولید موج سطحی توسط IDT اول، دو سر IDT دوم ولتاژی ایجاد خواهد شد که فرکانس آن با فرکانس موج ورودی در شرایط نرمال که هیچ اثر مکانیکی از خارج بر زیر لایه وارد نشده‌است تقریباً یکی است. اما با اعمال کمیتی نظیر فشار یا کشش یا دما و… بر زیر لایه فرکانس موج سطحی دو سر IDT خروجی با فرکانس تولیدی در IDT اول متناسب با تغییر مکانیکی اعمال شده (که آن را در قالب تغییرات جرم یا mass loading می‌شناسیم) تغییر خواهد کرد. فرکانس تولیدی در IDT اول بسته به فاصله دندانه‌های شانه‌ای شکل آن از یکدیگر، شکل و طول آن‌ها در راستای عمود بر سطح دندانه‌ها در سطح زیر لایه منتشر می‌شود. اما برای اندازه‌گیری گشتاور یک شفت با SAW دو عدد رزوناتور SAW را به صورت نصف پل (Half-Bridge) به هم متصل و روی شفت با زاویه ۴۵ درجه نسبت به محور شفت محکم می‌بندند.
اکنون با اعمال یک موج RF (معمولاً ۲۰۰ مگاهرتزی) به صورت وایرلس به SAW، در طرف دیگر آن بسته به میزان دوران و گشتاور اعمال شده از شفت به SAW به عنوان اثر بار، فرکانس موج دریافتی تا یک مگاهرتز تغییر خواهد کرد. بر این مبنا، گشتاور اندازه‌گیری شده می‌تواند تا دقتی معادل 1 rpm داشته باشد. این تکنیک توسط کمپانی حسگر تکنولوژی به کار گرفته شدi است.

## اندازه‌گیریگشتاور
گشتاور با حس کردن انحراف حقیقی محور ایجاد شده توسط یک نیروی پیچشی یا با آشکار کردن آثار این انحراف اندازه‌گیری می‌شود. سطح یک محور تحت گشتاور دچار تراکم و کشش می‌شود. برای اندازه‌گیری گشتاور، معمولاً عناصر استرین گیج به صورت جفت روی محور نصب شده‌اند. یک گیج افزایش در طول را اندازه می‌گیرد (در جهتی که سطح تحت کشش است) و گیج دیگر کاهش طول را در جهت دیگر اندازه می‌گیرد. حسگرهای گشتاور اولیه، از ساختارهای مکانیکی مناسب با استرین گیج‌ها تشکیل شدند. هزینهٔ بالا و قابلیت اطمینان کم آن‌ها باعث شده که مورد پذیرش صنعتی قرار نگیرند. اگر چه تکنولوژی مدرن هزینهٔ ساخت حسگرهای گشتاور را کم کرده‌است، با این وجود کنترل کیفیت روی محصول، نیاز به اندازه‌گیری دقیق گشتاور را افزایش داده‌است.

## کاربردهای گشتاور
کاربردهای موجود برای حسگر گشتاور شامل تعیین اندازهٔ توان یک موتور غیر الکتریکی یا الکتریکی، توربین یا دستگاه‌های چرخندهٔ دیگر است. در حال حاضر در دنیای صنعتی، مشخصه‌های کنترل کیفیت به شرکت‌هایی برای اندازه‌گیری گشتاور در زمان تولید، به خصوص زمانیکه اتصالات به کار رفته شده، نیازمند هستند. اندازه‌گیری گشتاور مورد نیاز به صورت اتوماتیک روی ماشین‌های پیچ و مونتاژ قرار داده شده و نیز می‌توانند به ابزارهای دستی اضافه شوند. در هر دو مورد، اطلاعات جمع‌آوری شده می‌تواند روی databloggerها برای کنترل کیفیت انباشته شده و نتایج گزارش داده می‌شود. کاربردهای صنعتی دیگر حسگرهای گشتاور شامل اندازه‌گیری نرخ برداشت براده، کالیبره کردن ابزارهای گشتاور، اندازه‌گیری نیروهای سایش، آزمایش کردن فنرها و اندازه‌گیری‌های بیودینامیک می‌شود.

## پیکر بندی‌های حسگر
گشتاور می‌تواند با چرخش استرین گیج‌ها، به علاوه با یک تخمین ثابت، حسگرهای magnetoelastic و مگنتواستریکشن اندازه‌گیری شود که همه حساس به دما هستند. حسگرهای چرخشی باید روی محور قرار داده شوند که به دلیل محدودیت‌های فضا همیشه امکان‌پذیر نیست.
یک کرنش‌سنج می‌تواند مستقیماً روی یک میله نصب شود. به دلیل چرخش میله، اتصال حسگر گشتاور به منبع تغذیه و همچنین انتقال سیگنال اطلاعاتش توسط یک رینگ لغزان که روی میله نصب شده‌است، انجام می‌شود. همچنین کرنش‌سنج می‌تواند از طریق یک مبدل هم به منبع وصل شود که در این صورت نیاز به نگهداری و مراقبت از رینگ لغزان از بین می‌رود. ولتاژ تحریک برای یک کرنش‌سنج به صورت القایی کوپل می‌شود و خروجی کرنش‌سنج به یک پالس تبدیل می‌شود. بیشینه سرعت برای چنین ترکیبی 1500 rpm می‌باشد. کرنش‌سنجها را می‌توان روی بخش‌های ثابت نیز نصب کرد. این حسگرهای عکس‌العمل، گشتاوری را که از میله به قطعات منتقل شده‌است را اندازه می‌گیرند. اما این اندازه‌گیری دقیق نیست زیرا اینرسی موتور را نادیده می‌گیرد.
کرنش‌سنجهایی که برای اندازه‌گیری گشتاور استفاده می‌شوند شامل فویل، نیمه هادی منتشر شده و انواع لایه نازک می‌باشد. این‌ها می‌توانند به صورت مستقیم با لحیم کاری یا چسب به میله وصل شوند. اگر نیروهای وارده بزرگ نباشند و یک بار نا متعادل را بتواند متحمل شود، در این صورت لوازم جانبی الکترونیکی شامل باتری، تقویت کننده و فرستنده رادیویی را می‌توان روی میله نصب کرد.
حسگرهای proximity و جابجایی می‌توانند گشتاور را با اندازه گرفتن جابجایی زاویه‌ای بین دو انتهای یک میله به دست آورند. با وصل کردن دو چرخ دندانه دار یکسان به دو انتهای میله با یک فاصله خاص، جابجایی زاویه‌ای ایجاد شده توسط گشتاور را می‌توان اندازه گرفت. حسگرهای proximity یا فوتوسل که روی هر چرخ دندانه دار قرار گرفته‌اند، دو ولتاژ تولید می‌کنند که اختلاف فازشان با افزایش گشتاور وارد بر میله زیاد می‌شود. روش دیگری برای اندازه‌گیری گشتاور استفاده از یک فوتوسل می‌باشد که در یک سمت طوری قرار داده شده‌است که هرچه گشتاور افزایش می‌یابد باعث می‌شود چرخ‌های دندانه دار بیشتر روی هم بیفتند و در نتیجه نور کمتری به سمت دیگر می‌رسد. جابجایی‌های ناشی از گشتاور را می‌توان با حسگرهای دیگری از جمله حسگرهای نوری، القایی، خازنی و پتانسیومتری اندازه گرفت. برای مثال یک گشتاور سنج از نوع خازنی به این صورت کار می‌کند که با تغییر گشتاور فاصله بین دو صفحه تغییر می‌کند و ظرفیت خازنی آن‌ها عوض می‌شود. حسگر با اندازه گرفتن این تغییر خازنی مقدار گشتاور را اندازه می‌گیرد.
با تغییرات گشتاور، ضریب نفوذ پذیری مغناطیسی برای میله عوض می‌شود که می‌توان آن را به وسیله یک  حسگر مگنتواستریکشن اندازه گرفت. وقتی میله بدون بار است، ضریب نفوذپذیری آن در همه جا یکنواخت است. اما تحت گشتاور تعداد خطوط میدان مغناطیسی و ضریب نفوذپذیری به تناسب گشتاور تغییر می‌کند. این نوع حسگر از دو سیم پیچ اولیه و دو سیم پیچ ثانویه که در یک سمت میله نصب می‌شوند، تشکیل شده‌است.
حسگر گشتاور magnetoelastic، با اندازه‌گیری تغییرات در میدان مغناطیسی خود، تغییرات نفوذپذیری خود را اندازه‌گیری می‌کند. این نوع حسگر از یک میله باریک فولادی که محکم به میله چرخان کوپل شده‌است، ساخته می‌شود. این ترکیب به عنوان یک آهنربای ثابت که شدت میدان مغناطیسی اش متناسب با گشتاور اعمال شده به میله‌است، عمل می‌کند. این میله باریک میان موتور و بار نصب می‌شود. یک حسگر مغناطیسی میدان تولید شده را به یک سیگنال الکتریکی خروجی تبدیل می‌کند که متناوب با گشتاور اعمال شده می‌باشد.